# 野本有流
野本 有流(のもと ある、1957年9月26日-)は、三重県生まれのブルースマン(歌手)、鍼灸師である。

## 来歴
1977年、大阪でアコースティックブルースバンド「アンタッチャブル」を高校の同級生であった幸木無二と結成。1980年に上京し、宇崎竜童率いるダウンタウンブギウギバンドの前座などをつとめながらライブ活動を行う。1982年、日本コロムビアより「OSACAN DREAM」(オーサカンドリーム)で、デビュー。当時の芸名は、野本弦助であった。デビュー後すぐ大阪に戻る。1986年、MBSラジオで深夜放送「真夜中のなか」のメインパーソナリティーを務める。同じく日本コロムビアより「南海ファンやもん」を発売。1996年、ニューオリンズにて、山岸潤史プロデュースのもと、現地ミュージシャンのサポートを得てレコーディングを行う。1997年、「戎橋コネクション」としてポリスターレコードから発売。宇崎竜童提供の曲が含まれている。2005年、エレキのブルースバンド「野本有流＆御堂筋ブルースバンド」を結成し、「アンタッチャブル」と並行して活動。2010年から 宇崎竜童も参加し'「宇崎竜童＆御堂筋ブルースバンドwith野本有流」としても活動。
昼間は三代目鍼灸師として、家業をつぎながらライブ活動等をしている。

## 主な作品
- 「OSACAN DREAM」(1982年)
- 「あの娘にチュチュチュ」(1982年)
- 「南海ファンやもん」(1986年)
- 「戎橋コネクション」(1997年)
- 「みんな野球少年になりたかった頃」(2000年)
- 「野球小僧」
- 「四国八十八カ所心の旅」
- 「野本有流＆御堂筋ブルースバンド」(2012年）
- 「NOTHING BUT a BLUES BAND」(2013年)[1]
- 「海賊盤II BEAT OF SOUL」(2013年)[1]
- 「NOTHING BUT a BLUES BANDⅡ」(2014年)[2]

## 活動
FLAMENCO SONEZAKI 心中

歌 九平次 役